# Takako Fuji
Takako Fuji (jap. 藤 貴子, Fuji Takako; * 27. Juli 1972 in der Präfektur Tokio) ist eine japanische Schauspielerin.
Ihre Karriere begann sie in der Ein Theatrical Company, der sie weiterhin angehört. Fuji studierte Schauspielerei an der Aoyama-Gakuin-Universität. Ihren Durchbruch hatte sie 2003 mit einer Hauptrolle in Ju-on. Die Figur der Kayako Saeki spielte sie auch in der Fortsetzung des Films. 

## Filmographie
- 2000: Juon: The Curse
- 2000: Juon 2
- 2003: Ju-on: The Grudge
- 2003: Ju-on: The Grudge 2
- 2004: Der Fluch
- 2006: Der Fluch 2